# Saint-Victor-sur-Arlanc
Saint-Victor-sur-Arlanc is een gemeente in het Franse departement Haute-Loire (regio Auvergne-Rhône-Alpes) en telt 108 inwoners (2009). De plaats maakt deel uit van het arrondissement Le Puy-en-Velay.

## Geografie
De oppervlakte van Saint-Victor-sur-Arlanc bedraagt 12,3 km², de bevolkingsdichtheid is dus 8,8 inwoners per km².
De onderstaande kaart toont de ligging van Saint-Victor-sur-Arlanc met de belangrijkste infrastructuur en aangrenzende gemeenten.

## Demografie
Onderstaande figuur toont het verloop van het inwonertal (bron: INSEE-tellingen).